# Rokselana złocista
Rokselana złocista, rokselana (Rhinopithecus roxellana) – gatunek ssaka naczelnego z podrodziny gerez (Colobinae) w obrębie rodziny koczkodanowatych (Cercopithecidae). 

## Nazewnictwo zwyczajowe
W polskiej literaturze zoologicznej gatunek R. roxellana był oznaczany nazwą „rokselana”. W wydanej w 2015 roku przez Muzeum i Instytut Zoologii Polskiej Akademii Nauk publikacji „Polskie nazewnictwo ssaków świata” gatunkowi nadano nazwę „rokselana złocista”, rezerwując nazwę „rokselana” dla rodzaju tych małp.

## Zasięg występowania
Rokselana złocista występuje w Chińskiej Republice Ludowej zamieszkując w zależności od podgatunku:
- R. roxellana roxellana – rokselana złocista – zachodnio-środkowa Chińska Republika Ludowa (południowe Gansu, południowe Shaanxi i zachodni Syczuan).
- R. roxellana hubeiensis – rokselana długoogonowa – zachodnio-środkowa Chińska Republika Ludowa (Shennongjia w zachodnim Hubei i północno-wschodni Syczuan).
- R. roxellana qinlingensis – rokselana złotowłosa – zachodnio-środkowa Chińska Republika Ludowa (góry Qin Ling w południowym Shaanxi).

## Taksonomia
Gatunek po raz pierwszy naukowo opisał w 1870 roku francuski zoolog Alphonso Milne-Edwards nadając mu nazwę Semnopithecus roxellana. Holotyp pochodził z pobliża Moupin (30°26’N, 102°50’E), w Syczuanie, w Chinach.
Podgatunki R. roxellana różnią się między sobą głównie długością ogona, ale także budową szkieletu i szerokością łuku zębowego. Genetycznie nie dzielą się na wzajemne monofiletyczne klady. Autorzy Illustrated Checklist of the Mammals of the World rozpoznają trzy podgatunki.

### Etymologia
- Rhinopithecus: gr. ῥις rhis, ῥινος rhinos „nos”; πιθηκος pithēkos „małpa”[10].
- roxellana: Roksolana (około 1505–1558), żona Sulejmana Wspaniałego, Rusinka, według jej współczesnych była damą o złotych włosach i zadartym nosie, cechach wspólnych dla rokselany[11].
- hubeiensis: Hubei, Chińska Republika Ludowa[4].
- qinlingensis: góry Qin Ling, Syczuan, Chińska Republika Ludowa[4].

## Morfologia

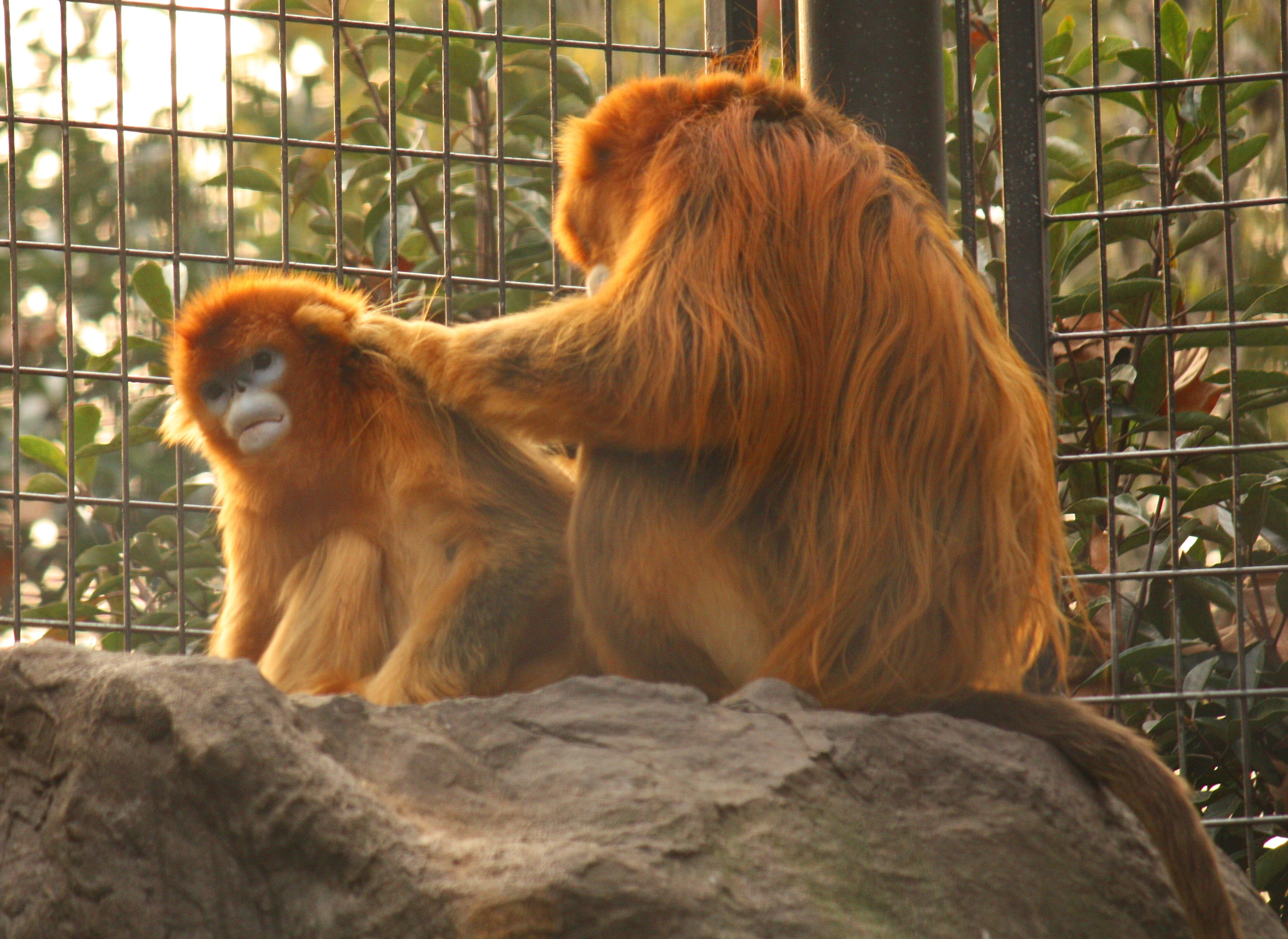
Rokselany złociste w zoo w Szanghaju

Długość ciała (bez ogona) samic 47–74 cm, samców 56–83 cm, długość ogona samic 51–92 cm, samców 61–104 cm; masa ciała samic 6–10 kg [sporadycznie do 20 kg), samców 15–19 kg (sporadycznie do 39 kg). Zwierzę zabarwione jest na brunatno-czerwono, gdy chodzi o grzbietową stronę ciała, brzuszna zaś przybiera odcienie żółci i złota. Twarz jest niebieskawa. Oprócz twarzy ciało tego ssaka pokrywa gruba okrywa włosowa, przy czym długość włosów może dochodzić nawet do kilkunastu cm.

## Ekologia
Siedlisko tego stworzenia to lasy, zarówno rododendronowe, szpilkowe, jak i bambus. 
Pokarm roślinny, w tym owoce, liście i pędy.
Po 180-dniowej ciąży matka wydaje na świat pojedynczego noworodka.

## Status zagrożenia
Status zagrożenia według IUCN dla poszczególnych gatunków przedstawia poniższa tabelka:
| Nazwa łacińska     | Status zagrożenia |
| ------------------ | ----------------- |
| R. r. hubeiensis   | VU                |
| R. r. qinlingensis | NT                |
| R. r. roxellana    | EN                |